# Спортски риболов
Спортски риболов представља лов на рибу дозвољеним спортским прибором, при којем се риболовац придржава риболовних правила и спортске риболовне етике. 
Близак контакт с природом, занимљивост и масовност сврставају ову делатност у истакнуте рекреативне спортове. За активно бављење спортским риболовом — осим подводним — практично нема старосне границе. Док су остали спортови везани уз животну доб најбоље физичке кондиције, риболовом се људи баве од ране младости до касне старости. Драж овог спорта је у његовој великој разноликости, те уношењу индивидуалних склоности, према властитим физичким и психичким способностима. 
У пракси спортски риболов се дели на слатководни, морски и подводни. Постоји велики број риболовних техника које су се развијале на различитим теренима. „Слатководне“ технике су риболов на пловак, вараличарење, риболов мушичарењем, дубински риболов, риболов из руке савремени лов шарана и лов рибе хранилицом-фидер техника. 